# Калинівка (притока Тетерева)
Кали́нівка (МФА: [kɐˈɫɪɲiu̯kɐ] ( прослухати)) — річка в Україні, в Житомирському районі Житомирської області, ліва притока Тетерева. Довжина 11 кілометрів. 
Бере початок на околицях міста Житомир, далі протікає через села Калинівка та Левків і впадає у річку Тетерів. 
Річка становить важливе місце в розвитку та веденню господарства. Тут присутні численні види риб, околиці населяють різноманітні тварини.